# Lexington (Kentucky)
Lexington  è una città consolidata degli Stati Uniti d'America: è infatti l'unico comune della Contea di Fayette nel Kentucky.
È la seconda città più popolosa del Kentucky, dopo Louisville.

## Storia
La città deve il suo nome a un gruppo di cacciatori che la battezzarono come l'omonima città in Massachusetts, dove il 19 aprile 1775 fu combattuta la prima battaglia della Guerra d'indipendenza americana. La fondarono come stazione lungo la frontiera nel giugno 1775.
È sede dell'Università del Kentucky, famosa anche per la sua squadra di pallacanestro, i Wildcats, tra le più gloriose di tutto il campionato universitario NCAA. 
Alcune scene del film catastrofico Greenland del 2020 sono ambientate a Lexington.

## Amministrazione

### Gemellaggi
- Deauville, dal 1957
- Kildare, dal 1984
- Shinhidaka, dal 1988
- Newmarket, dal 2003